# Trisephena estrias
Trisephena estrias är en insektsart som beskrevs av Medler 1990. Trisephena estrias ingår i släktet Trisephena och familjen Flatidae. Inga underarter finns listade i Catalogue of Life.